# Botella de Nansen

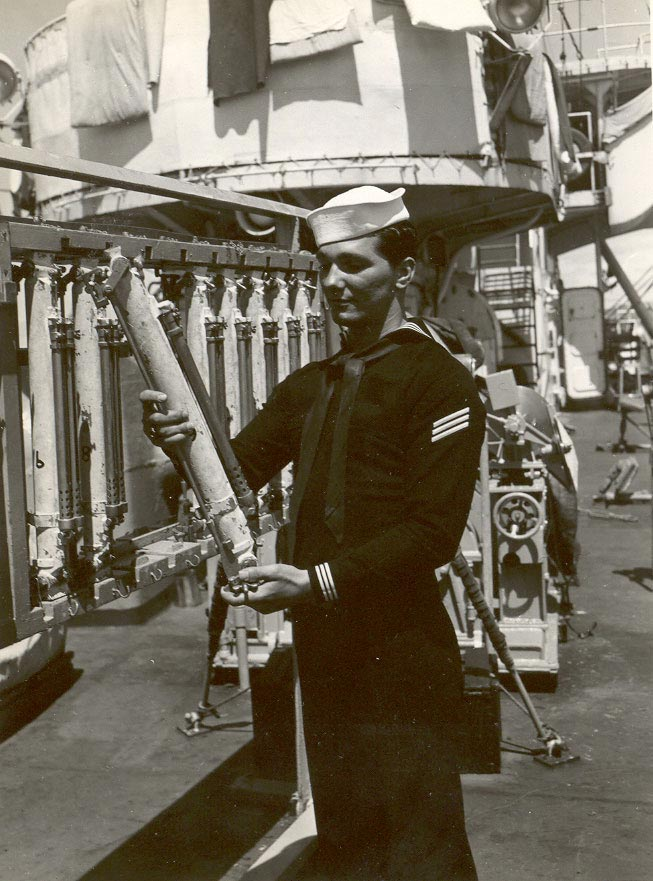
Marinero sosteniendo una botella de Nansen

Una botella de Nansen es un dispositivo para obtener muestras de agua a una profundidad específica. Fue diseñada en 1894 por Fridtjof Nansen y desarrollada por Shale Niskin en 1966.

## Descripción
La botella, más precisamente un cilindro de metal o plástico, se hace descender en el mar mediante un cable, y cuando ha alcanzado la profundidad deseada, un peso de metal llamado "mensajero" se deja caer por el cable. Cuando el peso llega a la botella, el impacto vuelca la botella y hace saltar una válvula de muelle en el extremo, atrapando la muestra de agua en su interior. La botella y la muestra se recuperan entonces tirando del cable. Si se fijan una secuencia de botellas y mensajeros a intervalos a lo largo del cable, se puede tomar una serie de muestras a una profundidad cada vez mayor de una sola vez.
La temperatura del mar a la profundidad de la muestra se registra mediante un termómetro de inversión fijado a la botella Nansen. Se trata de un termómetro de mercurio con una constricción en su tubo capilar que, al invertir el termómetro, hace que la rosca se rompa y atrape el mercurio, fijando la lectura de la temperatura. Puesto que la presión del agua en la profundidad comprime las paredes del termómetro y afecta a la temperatura indicada, el termómetro está protegido mediante un envoltorio rígido. Un termómetro no protegido se acopla al protegido y la comparación de las dos lecturas de temperatura permite determinar tanto la temperatura como la presión en el punto de muestreo.